# Estação Japeri
A Estação Japeri é a última estação ferroviária do ramal de mesmo nome que começa na Central do Brasil, e está localizada no centro do município de Japeri, no estado brasileiro do Rio de Janeiro. Nela, pode-se fazer transferência gratuita para outro trem metropolitano que parte com destino ao município vizinho de Paracambi. A Estação Japeri foi construída em 1858 com o nome de Estação Belém.

## História

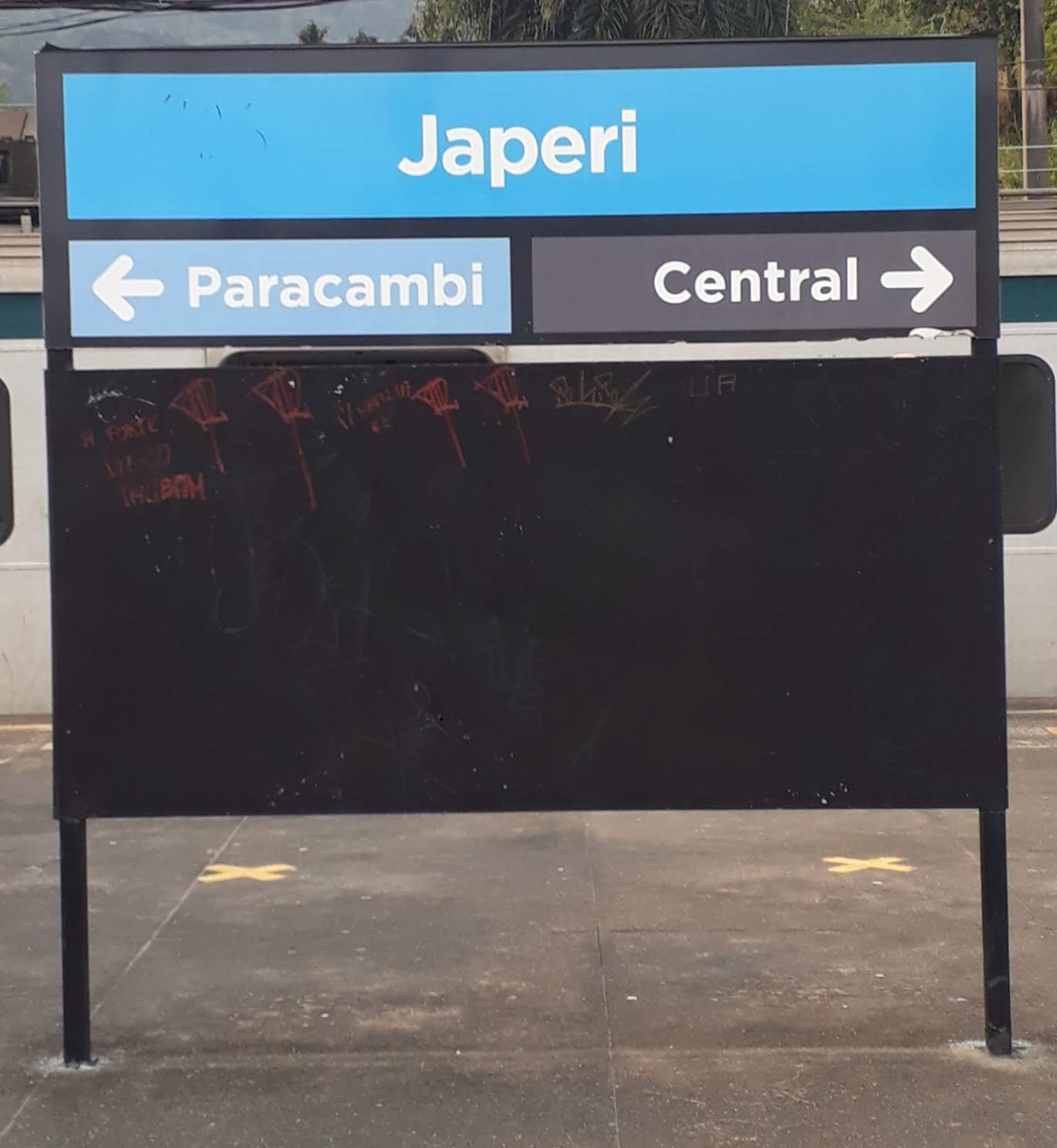
Placa Japeri

A outrora estação Belém recebia trens provenientes da Estrada de Ferro Central do Brasil e também da antiga Estrada de Ferro Melhoramentos do Brasil, mais tarde encampada e alcunhada de Linha Auxiliar. Possui um prédio histórico, construída em técnica enxaimel (madeiras encaixadas preenchidas com tijolos), inaugurado em 1858 e já foi objeto de homenagem do serviço filatélico dos Correios em 1984.
Em 1960, aconteceu nas proximidades da estação o célebre assalto ao trem pagador da Estrada de Ferro Central do Brasil, no antigo trecho (hoje abandonado) da Linha Auxiliar da E.F. Central do Brasil que ligava a Estação Japeri à Estação Botais, em Miguel Pereira.
Na madrugada de 19 de julho de 2020, com seu principal acesso fechado, operando sob restrição em meio a um surto pandêmico, e logo após a conclusão de obras de restauração que custaram cerca de R$ 2 milhões promovidas pela Supervia, concessionária que administrava o terminal, um incêndio  destruiu parcialmente o prédio histórico da estação da cidade.

## Localização e Acessos
A Estação Japeri está localizada no bairro Centro, próximo a RJ-125 ou Rodovia Ary Schiavo (que realiza a ligação entre a Rodovia Presidente Dutra e os municípios de Miguel Pereira e Paty do Alferes) e ao Pico da Coragem, onde são realizadas atividades de voo livre.
Existem dois acessos a estação: um próximo a Estrada Ary Schiavo e Avenida Leny Ferreira e outro nas ruas Dona Laura Schiavo e Cheyk Rejame.

## Plataformas

### Dias úteis, sábados, domingos e feriados
Plataforma 1A: Trens com destino à Central do Brasil 
Plataforma 1B: Trens com destino à Central do Brasil e Paracambi  
Plataforma 2C: Trens com destino à Central do Brasil